# St. Michael (Dahn)
Die Kapelle St. Michael – teilweise Gedenk-Kapelle  oder Gedächtniskapelle genannt – ist ein denkmalgeschütztes Bauwerk in Dahn. Seit 1952 fungiert sie als Andenken für Kriegsgefallene.

## Lage
Das Bauwerk befindet sich südöstlich des Siedlungsgebiets der Stadt auf dem Dahner Ehrenfriedhof an der Nordwestflanke des Hochstein.

## Geschichte
Bei der Kapelle handelt es sich um einen flachgedeckten, spätgotischen Rechteckbau. Nachdem von 1950 bis 1952 um sie herum der Ehrenfriedhof entstand, wurde sie im selben Zeitraum renoviert. Dabei wurde ein Stein aus dem Stephansdom eingemauert.

## Namenstafel
Innerhalb der Kapelle besteht in Form von Namenstafeln ein Kriegerdenkmal für die Gefallenen des Zweiten Weltkriegs. Die Tafel verzeichnet darüber hinaus die Dienstgrade der Gefallenen und Vermissten und steht unter dem Motto: »DEIN BRUDER WIRD AUFERSTEHEN JOH.11.K.23.V«
Der unbefangene Betrachter wundert sich zunächst, dass der erste Name auf der Liste mit dem Todesjahr 1938 aufgeführt ist, die Reihe dann mit Gefallenen des Jahres 1940 fortgesetzt wird. Da ein Versehen ausgeschlossen ist – Angehörige hätten gegen ein solches Versehen protestiert und eine Korrektur durchgesetzt – gibt es lediglich eine Erklärung: Die aufgeführte Person ist als Soldat der Wehrmacht im Zusammenhang mit den Bauarbeiten am Westwall zu Tode gekommen.